# La Box Fibre de SFR
 (mai 2013).
Si vous disposez d'ouvrages ou d'articles de référence ou si vous connaissez des sites web de qualité traitant du thème abordé ici, merci de compléter l'article en donnant les références utiles à sa vérifiabilité et en les liant à la section « Notes et références ».
Ne doit pas être confondu avec La box de SFR, ancienne Neufbox, délivrée aux abonnés xDSL et FTTH.
La Box THD 4K de SFR, anciennement La Box by Numericable, est un terminal ou appareil électronique fourni à ses abonnés DOCSIS par SFR, le seul câblo-opérateur national en France.
Disponible depuis janvier 2012 et associé à une partie de ses offres câble triple play, La Box intègre les principales fonctionnalités de la télévision connectée. La Box intègre un modem/routeur Internet adapté à la téléphonie par IP (VOIP), la TVHD et la 3D, un mediacenter contenant un disque dur de 160 ou 500 Go. (les nouveaux abonnés bénéficient d'un disque dur de 500 Go par défaut)

## Caractéristiques techniques
La Box est développée par SFR et fabriquée par Sagemcom. Proposant les principales fonctions d'une offre triple play (Internet, télévision et téléphonie fixe), La Box réunit en un seul appareil, le modem Internet et un lecteur-enregistreur multimédia distinctes.

### Services en réseau
Le modem de La Box est équipé d'un processeur Broadcom 3383 (cadencé à 500 MHz et qui prend en charge la norme de réseau câblé DOCSIS 3.0), les signaux Wi-Fi b/g/n/ac, la gestion de deux gammes de fréquences et une connexion Ethernet de type Gigabit. La Box propose un accès Internet procurant un débit théorique pouvant atteindre 1 Gb/s en débit descendant en zone éligible (ce débit nécessite un changement d'offre et La Box V2). 
La Box offre également un traitement distinct des flux entre celui dédié à l'accès Internet et ceux de la télévision grâce à la séparation des canaux utilisés pour Internet et des canaux TV que permet la norme DOCSIS.
SFR intègre la fonction QRCode comme un moyen de configuration simplifiée du réseau Wi-Fi. Une fois le réseau Wi-Fi sélectionné, un QRCode s'affiche, permettant à l'abonné de récupérer aux possesseurs d'un terminal mobile doté du logiciel compatible, sa clef Wi-Fi.
La Box v2 propose un tag NFC sur le dessus ainsi qu'une connectivité Bluetooth.

### Services multimédias et enregistrement
La Box est équipée d'une puce Intel Atom CE4235 et délivre 280 chaînes TV (options comprises) dont 21 chaînes haute définition (HD) en zone éligible et 40 chaînes disponibles via iPhone, iPad ainsi que via les appareils équipés d'Android par le service « multiscreen » à l'aide d'une application gratuite dédiée disponible sur les boutiques d'applications de ces appareils. 
La Box v1 offre également deux trappes pour accueillir en option payante, un disque dur Serial ATA amovible de 160 Go ou 500 Go (soit jusqu'à 150 heures d'enregistrement HD) ainsi qu'un lecteur Blu-ray externe (en option). Toutefois, le transfert des enregistrements de certains programmes ou films ainsi que l'enregistrement analogique y compris via la prise Péritélévision avec un enregistreur externe (type DVDscope) est impossible en raison d'un verrouillage anti-copie et il n'est pas non plus techniquement possible d'enregistrer via un disque dur externe.
La Box v2 n'intègre plus la trappe afin de greffer un lecteur Disque Blu-ray.

### Connectivité
La Box V1 permet de connecter simultanément quatre appareils (ordinateurs, consoles de jeux ou routeur CPL) par le biais de quatre ports Ethernet RJ45 en gigabit et deux ports téléphoniques de type RJ11. Les deux Box disposent également d'un port HDMI (1.4), d'un connecteur audio / vidéo Péritélévision, quatre ports USB dont un sur le côté de la box ainsi que d'une sortie audio stéréo RCA et une sortie audio numérique optique.
La Box V2 ne dispose que 3 connecteurs Ethernet RJ45 car un des ports RJ45 de la précédente version est devenu un port WAN pour la connexion en FTTH.

### Téléphonie fixe
L'abonnement comprenant La Box permet un accès téléphonique pour des appels en forfait « illimité », vers les téléphones fixes et mobiles en France métropolitaine et vers une centaine de destinations dans le monde pour les lignes fixes. En fait, la notion « illimité » de SFR correspond à 14 heures maximum d'appels par mois, et par correspondant. La seconde ligne téléphonique est disponible en option payante (10€/mois) sauf pour les abonnements les plus coûteux. 

## Fonctionnalités et services de télévision

### Normes et standards TV
La Box permet d'accéder aux programmes exploitant les types de normes en vigueur en Europe, soit principalement DVB-C (norme de télédiffusion numérique spécifique aux réseaux câblés) compatible avec le standard PAL, les flux vidéo de type MPEG-2 et MPEG-4, la résolution standard « SD » ou en Haute Définition (TVHD) ainsi que les formats d'image vidéo 4/3 et 16/9[pertinence contestée].

### Vidéos à la demandeVOD
La Box permettait d'accéder à une offre payante de contenus à la demande.
Dorénavant, le service, SFR Play, est même intégré sur les offres les plus basses.
La Box est également compatible, une fois mise à jour, avec Netflix, Canal+ et YouTube Premium.

### Diffusion et enregistrement simultanés
Dotée de quatre tuners (démodulateurs), La Box permet d’enregistrer deux programmes HD en simultané et d’en visionner un troisième en plein écran sur le même téléviseur ainsi qu'un dernier en image réduite (PIP), en conservant le son du programme principal sélectionné. 
À la différence de terminaux d'opérateurs concurrents, les enregistrements stockés sur le disque interne de La Box ne peuvent pas être copiés ou transférés vers l'extérieur. Ainsi, il est impossible de récupérer un fichier vidéo pour le graver sur un DVD. 
De plus toute forme d'enregistrement HD hors disque dur de La Box est impossible depuis le 1er octobre 2012, et ce quel que soit le programme.

### Télévision sociale
La Box intègre l'accès aux services de télévision sociale, combinant les réseaux sociaux Facebook et Twitter avec les émissions de télévision visionnées. Cette fonction permet par exemple de partager des commentaires sur les programmes visionnés. Ce service procure notamment le suivi des messages instantanés en rapport avec le programme en cours de diffusion, ces derniers s'affichant dans une fenêtre dédiée. La Box propose également d'associer automatiquement et instantanément des repères numériques  (« hashtags ») lors de certaines émissions, séries, apparitions d'acteurs ou d'événements au programme visualisé. Ces fonctions permettent également de cerner le profil de l'abonnés, ses habitudes et ses préférences afin par exemple, de lui fournir des messages publicitaires ou promotionnels ciblés.